# Operation K
Die Operation K (jap. K作戦, Kē sakusen), nicht zu verwechseln mit dem Angriff auf Pearl Harbor vom 7. Dezember 1941, war eine strategische Luftattacke, die am 4. März 1942 von zwei Flugbooten der japanischen Marine gegen Pearl Harbor durchgeführt wurde. Das Ziel dieses Angriffs war, Aufklärungsdaten zu sammeln und die Bombardierung der Werftanlagen, insbesondere der Trockendocks. Es war zu diesem Zeitpunkt des Krieges der Bombenangriff mit der längsten Flugstrecke und einer der längsten Bombeneinsätze ohne Eskorte von Jagdflugzeugen.

## Planung

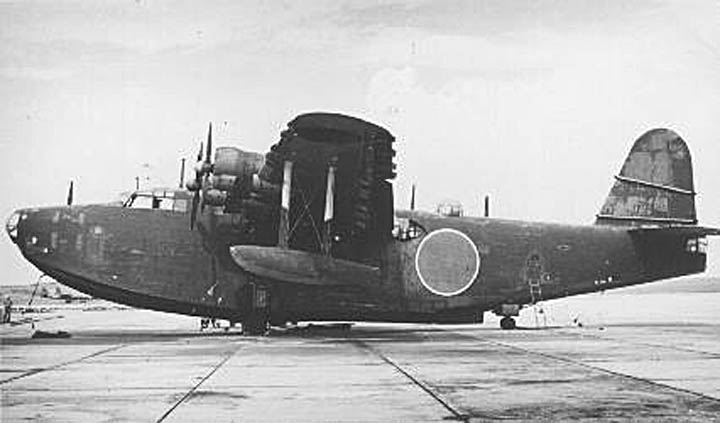
Die Kawanishi H8K, ein Fernaufklärungsflugboot, war eines der auf Admiral Yamamotos Veranlassung hin entwickelten Flugzeuge und während des Pazifikkriegs das weltweit leistungsfähigste Flugzeug dieses Typs.

Der Angriffsplan wurde von Admiral Isoroku Yamamoto im Januar 1942 entwickelt. Er besprach ihn mit seinem persönlichen Stab, zu dem auch Admiral Ugaki Matome gehörte.
Der Stab leitete den Plan weiter an die Kaiserlich Japanische Marine in Tokio. Dort nahm der Admiralstab den Plan an, und Admiral Shigetarō Shimada, Admiral Osami Nagano und Konteradmiral Shigeru Fukudome, Stabschef der Kombinierten Flotte besprachen ihn noch einmal mit Yamamoto. Der Plan sah vor, dass fünf U-Boote mit Flugbenzin und Bomben am French Frigate Atoll in Position gehen sollten, während fünf Flugboote des Typs Kawanishi H8K („Emily“) von den Basen auf den Marshallinseln einfliegen sollten, um dann, vollgetankt und mit je vier 250-kg-Bomben beladen, Pearl Harbor anzugreifen und danach zum Stützpunkt Jaluit in den Marshallinseln zurückzukehren.
Das Hauptangriffsziel war das „Ten-Ten Dock“ (Trockendock 1010, wegen seiner Länge von 1010 Feet), da Treffer auf die geborgenen Schiffe die repariert wurden, die Wiederherstellung der Kampfkraft der US-Pazifikflotte verzögern würde. Das hätte einen entscheidenden Vorteil für die japanische Flotte gehabt.

## Angriff

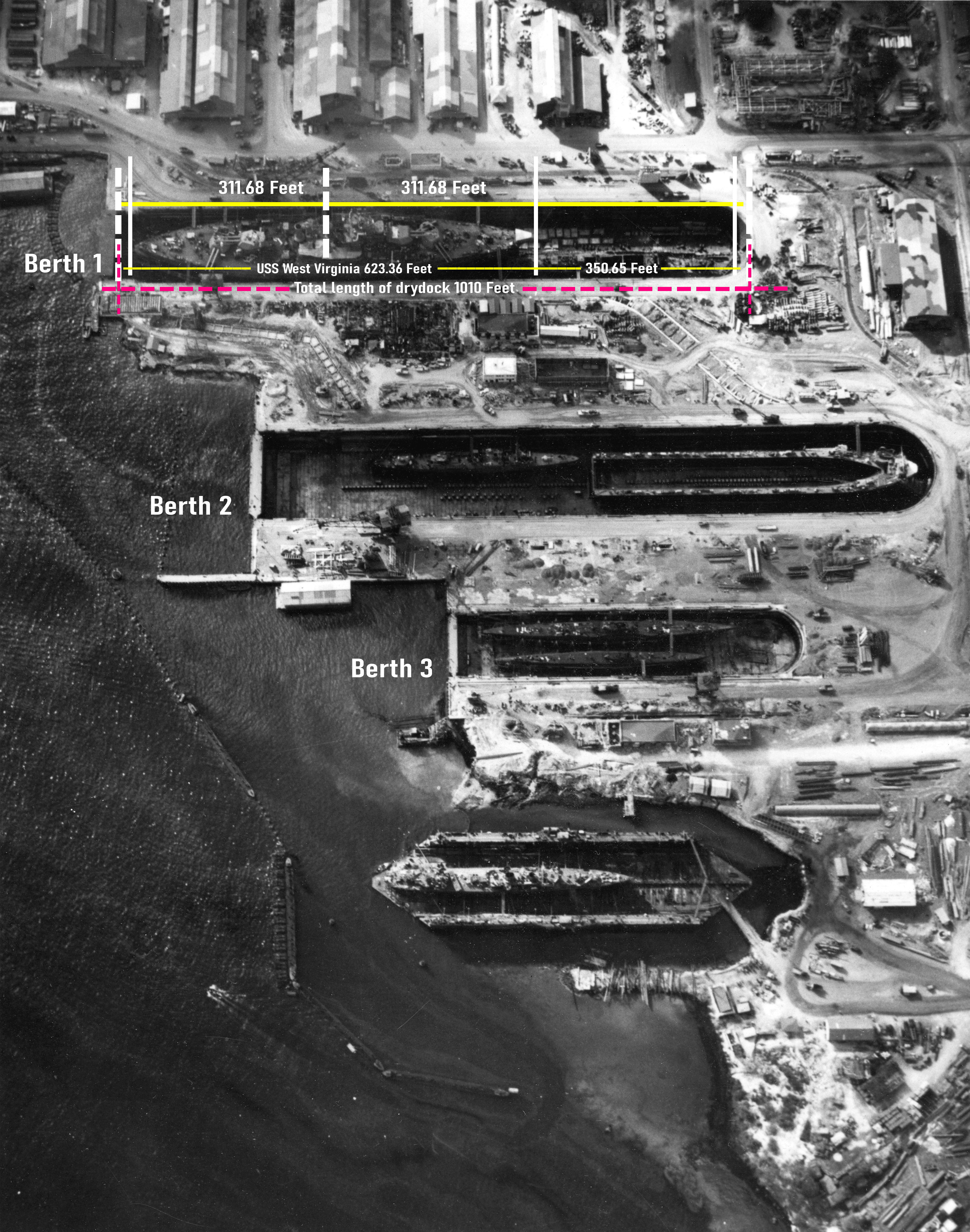
Die Trockendocks des Navy Yard Pearl Harbor waren das Hauptziel der Operation K, (Luftbild: Juli 1942)

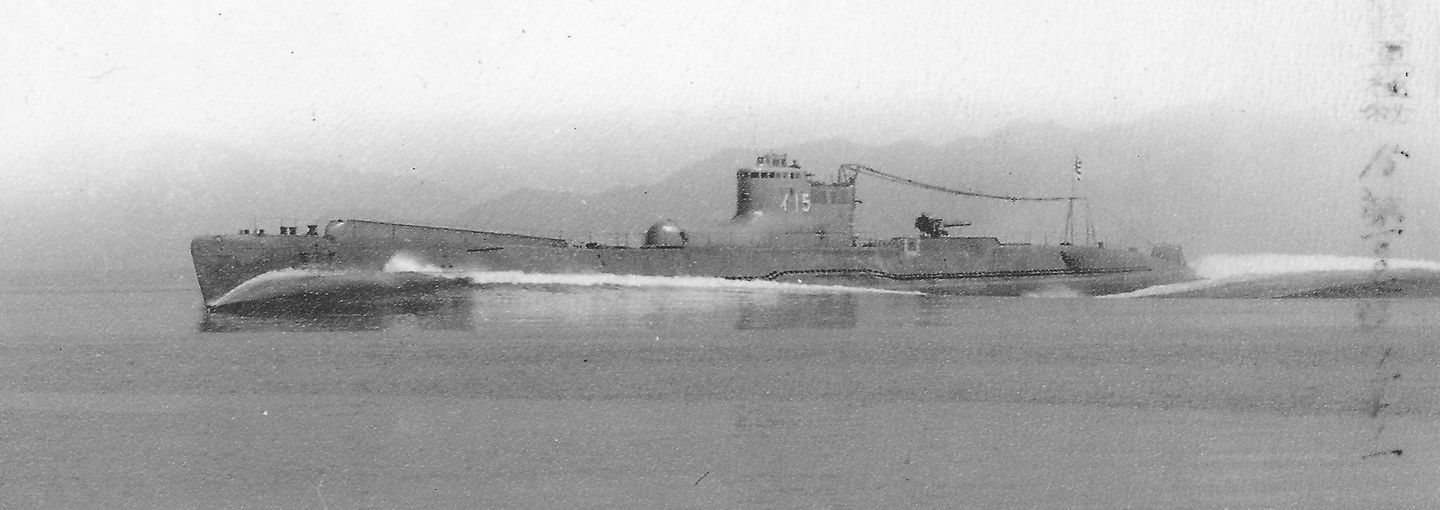
Japanisches U-Boot/U-Kreuzer (I 15 Klasse) zum Betanken der Kawanishi H8K-Flugboote

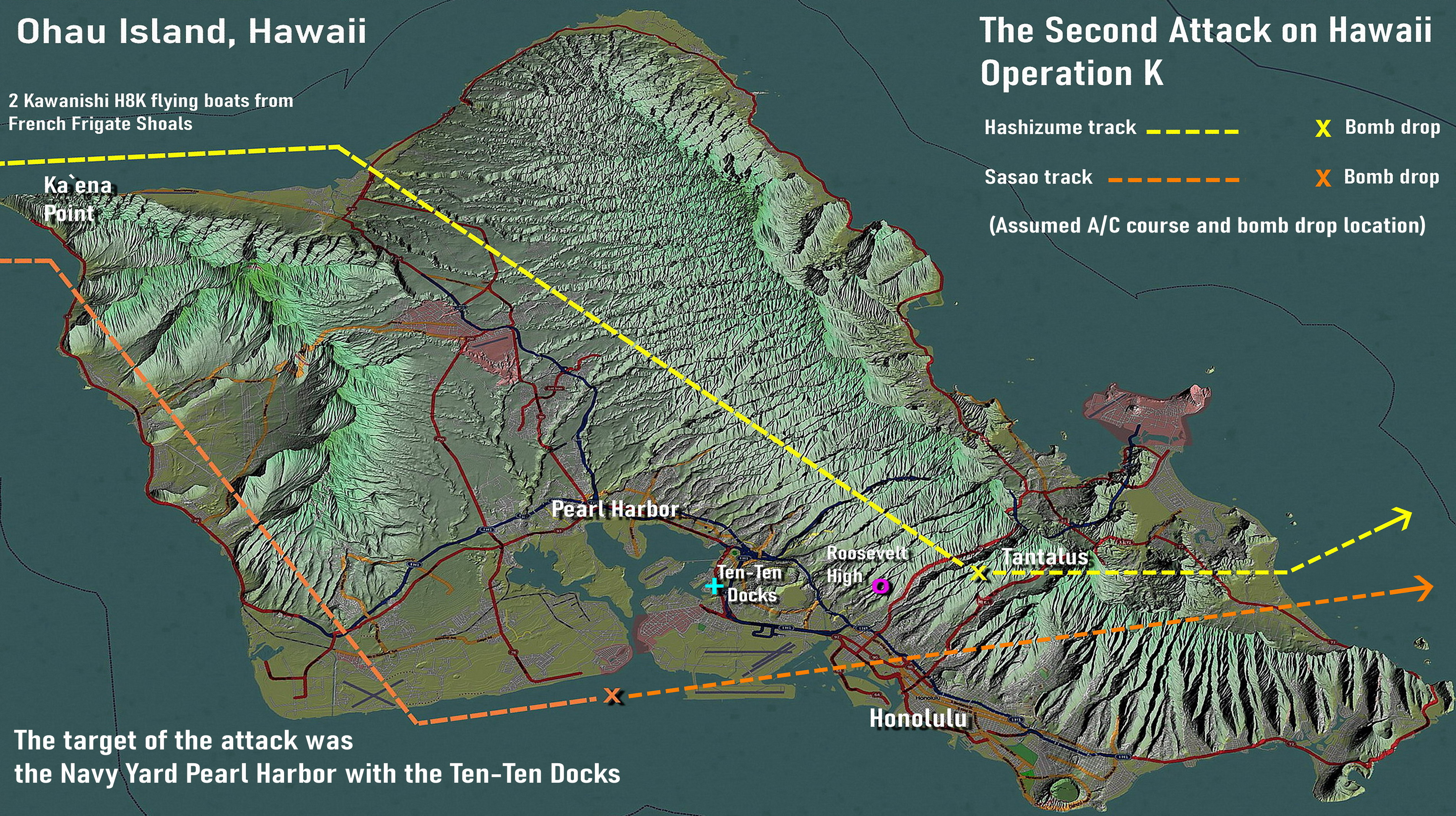
2. Angriff auf Pearl Harbor auf Ohau mit den angenommenen Kursen der beiden Kawanishi H8K-Flugboote

Vor dem eigentlichen Angriff fanden bereits drei Aufklärungsmissionen über Pearl Harbor mit E14Y-Wasserflugzeugen statt, die von Unterwasser-Flugzeugträgern, bzw. von „Unterwasserkreuzern“ vom Typ B1 mitgeführt wurden und zwar am 16. Dezember 1941, am 4. Januar und am 19. Februar 1942. Jedes Mal waren sie unbehelligt zurückgekehrt, aber dieser Flugzeugtyp konnte keine nennenswerte Bombenladung tragen, um den Marinestützpunkt zu beschädigen. Die Amerikaner hatten die Flüge verfolgt, waren aber nicht in der Lage, sie abzufangen.
Am 3. März flogen statt der geplanten fünf nur zwei schwer bewaffnete Kawanashi H8K zum Wotje Atoll (Marshall Islands), wo sie jeweils mit vier 550-pound Bomben beladen und aufgetankt wurden. Eine Begleitung von Jägern gab es nicht, weil die Japaner keine anderen Flugzeuge besaßen, die solche langen Strecken überwinden konnten. In den Morgenstunden des 4. März waren die U-Boote bei den French Frigate Shoals in Position als die beiden Flugboote einige Stunden später eintrafen. Nach der Betankung erreichten sie Pearl Harbor, aber unter widrigen Bedingungen. Der Wettercode der US Navy war von den Japanern geknackt worden und versprach freie Sicht. Da er aber während des Hinflugs geändert wurde, entpuppte sich das erwartete klare Sicht bei Mondlicht als Fehlinformation. Die anfliegenden Flugzeuge wurden durch das Radar auf Oahu entdeckt und gemeldet. Daraufhin schickte die Luftwaffe vier P-40 Abfangjäger und die Marine fünf torpedobewaffnete PBY „Catalinas“ der Patrol Wing TWO los, um den „Flugzeugträger“ zu finden, von dem man annahm, dass von dort die Maschinen gestartet waren. Aufgrund des Wetters, der vielen Wolken und der angeordneten Verdunkelung für Pearl Harbor war es für die Besatzungen der Kawanishi H8K sehr schwierig, sich zu orientieren und Ziele zu finden. Die beiden Flugzeugführer, Hisao Hashizume und Shosuke Sasao, Mitglieder der legendären 801 Kokutai Fighter Squadron, hatten den Funkkontakt untereinander verloren und begannen, gegen 1.30 Uhr nachts bei bedecktem Himmel und Regen, unabhängig voneinander ihre Angriffe. Den Leuchtturm von Kaena Point hatten sie zuvor als Referenzpunkt genutzt, um den Zeitpunkt des Bombenabwurfs auf Pearl Harbor zu bestimmen.
Hashizume (Flugzeugkennung: Y-71), entschied sich von Norden anzugreifen, berechnete nach Zeit, dass er über dem Abwurfpunkt war und löste seine Bomben in ca. 500 m Höhe aus. Durch den damals herrschenden Nordwind und die Abdrift, die wegen der schlechten Sicht, nicht korrigiert werden konnte, verfehlten sie jedoch den Marinestützpunkt um fast 6 Meilen. Die vier Bomben landeten in einem Waldgebiet am Hang des Tantalus-Hügels. Die Explosionen zerschlugen Fensterscheiben an der Roosevelt High School, die etwa eine Meile vom Aufschlagpunkt entfernt war, verursachten aber weiter keine nennenswerten Schäden. Es gab keine Verletzten unter Militärpersonal oder Zivilisten. Auch Sasao (Flugzeugkennung Y-72), der zweite Flugzeugführer, war desorientiert und entschied sich entlang der Westküste zu fliegen, um im Süden anzugreifen. Seine Berechnungen lagen aber weit daneben, weshalb seine Bomben vermutlich in der Nähe der Hafeneinfahrt im Meer landeten.
Keines der beiden Flugzeuge konnte einen genauen Bericht über die Schiffe im Hafen abgeben, obwohl Hashizume behauptete, einen Flugzeugträger gesichtet zu haben. Er irrte sich mit dieser Behauptung, denn die Pazifikflotte war am 4. März nicht in Pearl Harbour. Die Enterprise stand kurz davor, Marcus anzugreifen, die Lexington und Yorktown operierten gemeinsam im Südpazifik, und die Saratoga wurde in den Vereinigten Staaten nach dem Torpedoschaden, den sie im Januar erlitten hatte, immer noch instand gesetzt.
Ende Mai 1942, nachdem das Midway-Atoll Anfang Dezember 1941 von japanischen Zerstörern der sogenannten „Midway-Neutralisierungseinheit“ beschossen worden war, obwohl sich dort zu dieser Zeit keine US-Streitkräfte befanden, war eine 2. Operation K geplant. Deren Mission war es, die amerikanischen Träger auszuspionieren und sicherzustellen, dass sie in Pearl Harbor lagen. Als daraufhin der japanische U-Boot-Kreuzer I-123 mit Flugbenzin vom 29. Mai an die French Frigate Shoals erkundete, um sich auf ein Treffen mit den „Emily“-Flugbooten vorzubereiten, entdeckte Kommandant Ueno mehrere Wasserflugzeuge und zwei patrouillierende Kriegsschiffe der US Navy und musste feststellen, dass das Gebiet vermint worden war. Die Amerikaner hatten erkannt, dass dieses Atoll zu einem möglichen Rendezvous-Punkt für die japanische Marine geworden war. Infolgedessen wurde die „zweite Operation K“ am 31. Mai abgebrochen, bevor sie überhaupt begonnen hatte. Der Verbleib der Trägerstreitkräfte der US Navy blieb für die Japaner ein Rätsel, bis sie fünf Tage später, am 4. Juni 1942, in der Nähe von Midway von einem Aufklärungsflugzeug des japanischen Kreuzers Tone entdeckt wurden.

## Nachbetrachtung
Die Kommandanten beider Flugboote, Hisao Hashizume und Shosuke Sasao, berichteten nach dem Einsatz, dass sie nichts über die Ergebnisse ihrer Bombenabwürfe aussagen könnten, da ihnen die dichten Wolken die Sicht genommen hatten. Tatsächlich waren sich die Amerikaner nicht bewusst, dass zwei separate Flugzeuge die Bombardierung durchgeführt hatten. Das ergab erst die Befragung nach Sasaos Einsatz durch japanische Offiziere nach dem Krieg.
Nur sechs Tage später, am 10. März, begann eine weitere Aufklärungsmission mit denselben Flugzeugbesatzungen in Richtung Midway, wo die beiden H8K-Flugboote durch Radar geortet wurden. Zwölf F2A Buffalos der Marine starteten, um sie abzufangen. Nachdem eine Vierformation die Flugboote gesichtet hatte, wurde die Maschine von Hashizume abgeschossen. Keiner der Besatzung überlebte. Sasao entkam und kehrte mit exzellenten Luftaufnahmen zum Johnston Atoll zurück.
Beide Seiten hielten den Angriff lange Zeit geheim. Als japanische Zeitungen später vom Angriff berichteten, bezogen sie sich auf einen angeblichen Bericht eines Radiosenders aus Los Angeles, der von 30 Toten, 70 Verwundeten und erheblichen Beschädigungen der militärischen Einrichtungen berichtet hätte. Die amerikanischen Dokumente des Angriffes registrieren jedoch nur leichte Schäden.